# Liban na letnich igrzyskach olimpijskich
Liban wystartował po raz pierwszy na letnich IO w 1948 roku na igrzyskach w Londynie i od tamtej pory wystartował na wszystkich letnich igrzyskach, oprócz igrzysk w Melbourne w 1956 r. (bojkot spowodowany kryzysem sueskim). Do tej pory Liban zdobywał medale jedynie w zapasach i podnoszeniu ciężarów.

## Klasyfikacja medalowa
| Olimpiada           | Złoto | Srebro | Brąz | Razem |
| ------------------- | ----- | ------ | ---- | ----- |
| 1948 Londyn         | 0     | 0      | 0    | 0     |
| 1952 Helsinki       | 0     | 1      | 1    | 2     |
| 1960 Rzym           | 0     | 0      | 0    | 0     |
| 1964 Tokio          | 0     | 0      | 0    | 0     |
| 1968 Meksyk         | 0     | 0      | 0    | 0     |
| 1972 Monachium      | 0     | 1      | 0    | 1     |
| 1976 Montreal       | 0     | 0      | 0    | 0     |
| 1980 Moskwa         | 0     | 0      | 1    | 1     |
| 1984 Los Angeles    | 0     | 0      | 0    | 0     |
| 1988 Seul           | 0     | 0      | 0    | 0     |
| 1992 Barcelona      | 0     | 0      | 0    | 0     |
| 1996 Atlanta        | 0     | 0      | 0    | 0     |
| 2000 Sydney         | 0     | 0      | 0    | 0     |
| 2004 Ateny          | 0     | 0      | 0    | 0     |
| 2008 Pekin          | 0     | 0      | 0    | 0     |
| 2012 Londyn         | 0     | 0      | 0    | 0     |
| 2016 Rio de Janeiro | 0     | 0      | 0    | 0     |
| 2020 Tokio          | 0     | 0      | 0    | 0     |
| Razem               | 0     | 2      | 2    | 4     |

### Według dyscyplin
| Dyscyplina        | Złoto | Srebro | Brąz | Razem |
| ----------------- | ----- | ------ | ---- | ----- |
| Zapasy            | -     | 1      | 2    | 3     |
| Podnoszenie cięż. | -     | 1      | -    | 1     |
| Razem             | 0     | 2      | 2    | 4     |